# Répászky József
Répászky József (Krompach, Szepes vármegye, 1828. március 5. – Kassa, 1897. szeptember 5.) római katolikus pap, kassai apátkanonok.

## Élete
Szegény polgári szülőktől született. Tanulását későn kezdte és abban megakasztotta az 1848/49-es szabadságharc, amelyben mint honvéd-hadnagy részt vett. A harc elmúltával hosszas bujdosás után a kassai papnövendékek közé lépett; a teologiára a pesti központi papnevelőbe küldték. 1855. február 11-én pappá szentelték és Kassán segédlelkész, 1856-ban Péchy Manó gróf gyermekeinek nevelője, 1859-ben a kassai főgimnázium tanára lett; a magyar irodalmat, mennyiségtant és természettant tanította. 1860 és 1873 között lelkészkedett, két évig Bodókőváralján és 11 évig Enyickén, Kassa mellett. 1873-ban püspöke a kassai papnevelő intézetbe a dogmatika tanárának hívta meg. 1875-től zsinati vizsgáló s 1878-tól szentszéki tanácsos volt. Az 1876-os képviselőválasztások alkalmával a kassai kerületben képviselőnek lépett fel a Sennyei Pál báró által vezetett jobb ellenzéki pártnak programjával, de kisebbségben maradt. 1881-ben a kassai székes káptalan kanonokjának neveztetett ki és ezután is tanított még három évig. 1883-ban a sóvári apátságot nyerte. 1884 után székesegyházi főesperes és püspöki helyettes lett.

## Művei
Cikke az Új Magyar Sionban (1876. A pantheizmus rendszerei és a zsinat, négy közlés); gyűjteményes kiadásokban jelentek meg szent beszédei. Szerkesztette a Katholikus Világ c. egyházirodalmi havi folyóiratot 1874-től másfél évig.
Önállóan megjelent művei:
- 1. Szent László és iskolai társulati emlény, melyet kedves hívei számára a lelkipásztorsági gondok rózsáiból fűzött. Kassa, 1862.
- 2. Emlékbeszéd bodókő-váraljai gr. Péchy Manó családi sírkápolnájának egyházi felavatása alkalmával. Uo. 1862.
- 3. Mluvnica. Uo. 1869. (Magyar nyelvtan tótok számára).
- 4. Általános dogmatika. Eger, 1878–80. Két kötet.
- 5. Egyházi beszéd, melyet Szt.-István első apostoli magyar király nemzeti ünnepén 1879. aug. 20. a budai cs. kir. várőrség templomában mondott. Kassa, 1879.
- 6. Részletes dogmatika. I. kötet. Eger, 1883. (Több nem jelent meg).